# 乔治·麦卡特尼
乔治·麦卡特尼（英語：George McCartney，1981年4月29日—），出生於北愛爾蘭贝尔法斯特，是一名北愛爾蘭職業足球員，司職左閘。

## 生平

### 球會
新特蘭
麦卡特尼在1998年加盟桑德兰，成為學徒。在2000年為球隊在禾靈頓盃對盧頓的比賽首次亮相。接着在2003/04年甲組足球聯賽《第二級》賽季成為隊長，取代受長期傷患困擾的杰森·麦卡蒂尔，及在2004/05年英冠聯賽季被桑德兰球迷選為「年度最佳球員」（Player of the Season），是桑德兰奪得英冠聯冠軍功臣，僅勝同屬左路球員的祖利奧·艾卡。憑藉出色表現，贏得領隊米克·麥卡菲稱讚為穩定先生（Mr. Consistent）。麦卡特尼因傷患錯過了新特蘭在2005/06年英超聯賽季比賽。在復出後，新特蘭在英超聯表現表勁，篤定降級，但麦卡特尼開始找到自己的潛能。麦卡特尼共為新特蘭於所有比賽上陣157次。
韋斯咸
在2006年8月8月，麦卡特尼轉會至韋斯咸並簽下四年合約，韋斯咸以克莱夫·克拉克及六十萬英鎊作交換在2006年10月24日聯賽盃以2-1擊敗切斯特非尔德的比賽上，首度為球會上陣。最初只是後備球員，阿倫·古比士利接手球隊後提升為正選球員及他個人攻擊能力出色協助球隊脫離降級區域，成功護級。在2006－07年英超聯賽季為韋斯咸的所有比賽共上陣25次 。麦卡特尼在友誼賽對羅馬，射入加盟韋斯咸後首個入球。麦卡特尼在2007年11月4日主場以1-1迫和保頓，射入首個英超聯入球。
重返新特蘭
2008年9月1日夏季轉會窗關閉前重返新特蘭，轉會費沒有透露，估計約為450萬英鎊，2010年3月因腳跟受傷而失落正選席位，其後在葡萄牙進行季前集訓期觸傷膝蓋，新球季展開時甚至不獲發給球衣背號，其「3」號球衣由基蘭·李察遜取得，但仍被包括入新特蘭25人英超註冊名單內。
外借列斯聯
2010年9月23日，麥卡尼被新特蘭外借至列斯聯效力，為期一個月，球隊的助理領隊格林·史奴頓與麥卡尼在國家隊共事。10月4日其借用期獲特別延長兩天以便他能上陣對卡迪夫城，期間上陣6場全部正選登場；10月30日麥卡尼獲准延長逗留在列斯聯多一個月，在列斯聯陣中一直擔任正選，再獲延長借用至12月底。2011年1月14日，他再次被外借至列斯聯，直至球季結束，據球會主席肯·碧斯透露，這次借用主要受惠於英格蘭足總盃第三圈賽和阿仙奴帶來的額外收入。麥卡尼於5月接受訪問時表示部分隊友因長時間上陣而表現失色，導致球隊季末戰績不振，其言論惹怒肯·碧斯，更被揭發數次操練遲到而受罰。雙方關係轉差下，麥卡尼於借用期滿返回新特蘭。
外借韋斯咸
2011/12年球季展開前新特蘭大事擴軍，簽入多達10名新球員，但麥卡尼卻未獲領隊青睞，於新球季沒有給予球衣背號，直到2011年8月10日才被借用到剛降班英冠的舊東家韋斯咸直到球季結束。
韋斯咸
2012年7月1日，麥卡尼正式簽約加盟韋斯咸，合約為期兩年。

### 國家隊
麦卡特尼代表北愛爾蘭 U21四次上陣，代表北愛爾蘭23次上陣及其中兩次是後備上陣。在2001年9月的2002年世界盃外圍賽為北愛爾蘭一隊首次亮相，擊敗冰島，並射入生涯中唯一一個國家隊入球。在2005年，自從被前北愛爾蘭領隊劳瑞·桑切斯棄用後，再沒有被他召喚入選國家隊。
自從奈杰尔·沃辛顿執教北愛爾蘭，麦卡特尼表示希望重返國家隊。及後在2007年8月22日，麦卡特尼重返國際賽，以3-1擊敗列支敦士登。

## 外部連結
- 足球数据库：佐治·麥卡尼的球员统计数据
- 佐治·麥卡尼新特蘭官方球員介紹（页面存档备份，存于）
- 北愛足總官網簡歷